# Битка при Габард банк
Битката при Габард банк (на английски: Battle of the Gabbard) или само Габард, или втора битка при Нюпорт, е морско сражение от Първата англо-холандска война. То се състои се на 2 – 3 юни 1653 г. край бреговете на Източна Англия между флотите на Англия (при Оливър Кромуел) и Обединените провинции на Нидерландия (често наричани просто Холандия).

## Предистория
Победата на англичаните в това сражение е плод на прогреса в тактиката на бойните флотове, осъществен през войната. Лорд-протекторът на Англия Кромуел е принуден да назначи начело на морските си сили сухопътни генерали, като Робърд Блейк и Джордж Монк. Това се оказва удачен избор, тъй като – необременени от догмите на старите адмирали – те решават да въведат типичния линеен строй. При него корабите в отделните ескадри се подреждат един зад друг (в линия), така че да са обърнати с бордовете си срещу противника. Същевременно така не допускат да бъдат обкръжени или между тях да се образуват пробиви. Това е записано за първи път в новата бойна инструкция, обявена на 29 март 1653 г.
От началото на войната холандците виждат, че изостават в надпреварата за силата на корабите. Кромуел въвежда трипалубни кораби с повече и по-големи оръдия, които са най-малко с една трета по-мощни от холандските. Адмиралът на холандския флот Маартен Тромп и лидерът на републиката Ян де Вит предупреждават Генералните щати, че ще трябват нови кораби, за да не се загуби войната. В резултат наличните кораби са усилени и подобрени, но все така не могат да се противопоставят на английските.
Двата флота излизат в морето през май с намерението да търсят решителна битка. Заедно с привлечените подкрепления те са приблизително равни – по около 100 кораба. Срещат се на 1 юни край пясъчните плитчини на Съфолк, но тъй като видимостта е лоша, а вятърът – твърде слаб за маневри, не се стига до стълкновение. На следващия ден двете страни са готови за битка. Начело на англичаните са Джордж Монк, Джон Лоусън и Уилям Пен, а на холандците – Тромп, Ян Евертсен и още не толкова известния Михил де Ройтер (по-късно легенда на холандските морски сили). Най-големият английски кораб е Resolution с 88 оръдия, а най-големият холандски – Brederode с 54 оръдия.

## Битката
Англичаните стриктно следват линейния строй във формата на дъга. Наредено им е да не се впускат на абордаж, за да не развалят линията. Вятърът – все така слаб – довежда противниците един срещу друг към 11 часа и те откриват огън. Обстрелът продължава няколко часа и причинява тежки поражения. Още в началото холандците губят един кораб, англичаните – вицеадмирала си. Де Ройтер опитва да отдели един от английските кораби и да го превземе, но слабият вятър не му дава тази възможност. Но Тромп с Brederode се вклинява между ескадрите на Монк и Лоусън и Лоусън се оказва обграден от холандци. В този критичен момент, когато те имат тактическо превъзходство, се проявява предимството на английските кораби в огнева мощ. То дава възможност на Лоусън да се отбранява достатъчно дълго, за да дочака помощта.
Битката продължава като отделни схватки. Тромп и Пен се вплитат в абордажен бой – първо холандците нахлуват на английския кораб, после обратното. И двата кораба се оттеглят без фатални повреди. Постепенно боевете се разпростират на голямо разстояние чак до Дюнкерк. Когато нощта пада, двата флота се разделят с още един унищожен холандски съд. Тогава адмирал Блейк (ранен в крака по време на предишната битка) идва с още 18 кораба на помощ на своите. Холандците обаче са обезкуражени от мощта на английските кораби и привършването на мунициите и започват оттеглянето си. На сутринта на 3 юни се оказва, че корабите са останали на близко разстояние и стрелбата се подновява. Притиснати към фламандския бряг, холандците имат нужда от силен вятър, за да се измъкнат, но точно това не се случва. С увиснали платна те стават лесна плячка на по-силните англичани и още шест техни кораба са унищожени. Други единадесет са завзети. С оцелелите Тромп достига до родните брегове и се прикрива в устието на Шелда, където англичаните не рискуват да навлязат.

## Последици
Няма сведения за убитите холандци, но 1350 са пленени. Англичаните не изгубват нито един кораб, нямат дори сериозно повреден. Те дават 126 убити и 236 ранени. Битката е добър урок за Обединените провинции. Те разбират, че не могат да съхранят монопола си върху търговията с колониите, ако не инвестират в строежа на нови и по-големи кораби. Освен това става ясно, че само тактическото надиграване не може да донесе победа срещу оръдейната мощ на противника.
Битката при Габард банк е повратна точка в историята на морското военно дело в две отношения: тя потвърждава надмощието на англичаните за първи път срещу досегашните господари на морето и загатва бъдещата британска морска мощ; потвърждава също смисъла от линейния строй, който ще се наложи като най-предпочитан през следващите 150 години.
Монк изпраща заловените и повредените кораби в Англия и налага блокада на холандското крайбрежие – нещо немислимо само година по-рано. Тя има опустошителен ефект върху холандската търговия и кара Генералните щати сериозно да се замислят за отстъпки с цел постигане на мир. Все пак войната завършва относително равностойно и провинциите запазват мястото си на основен играч в световната търговия.